# Верхний Табын
Ве́рхний Табы́н (тат. Югары Табын) — село в Муслюмовском районе Республики Татарстан, в составе Нижнетабынского сельского поселения.

## Этимология
Топоним произошёл от татарских слов «югары» (верхний) и гидронима «Табын» (Табынка). По другой версии, вторая часть названия произошла от этнонима башкирского племени табын.

## География
Село находится на реке Табынка, в 18 км к северо-западу от районного центра — села Муслюмово.

## История
Село основано в конце XVI века. В XVII–XIX веках предки современного татарского населения входили в сословия ясачных татар и  башкир-вотчинников. 
Во время 4-й ревизии (1782 год), материалы которой сохранились не полностью, в "деревне Табыново Новой при речке Камышле" были учтены 6 душ ясачных татар. В 1795 году в селе проживали 135 человек категории башкир; в 1859 году — 436 башкир; в 1912 году — 1022 башкира-вотчинника.
Основными занятиями населения  являлись  земледелие и скотоводство, было распространено пчеловодство. 
По сведениям 1870 года, в селе функционировала мечеть, 1913 года – 2 мечети и мектеб. В этот период земельный надел сельской общины составлял 2902 десятины.
С 1866 года — в составе Иректинской волости, а затем до 1920 года село входило в Нуркеевскую волость Мензелинского уезда Уфимской губернии. С 1920 года в составе Мензелинского кантона ТАССР. С 10 августа 1930 года в Муслюмовском, с 1 февраля 1963 года в Сармановском, с 12 января 1965 года в Муслюмовском районах. 
В 1930 году в селе организован колхоз «Лена», в 1958 году вошёл в состав объединённого колхоза имени М. Вахитова, в 1980 году выделился под названием колхоз «Татарстан». С 1998 года коллективное предприятие «Татарстан», с 2003 года ООО «Агрофирма «Родные края – Туган як».

## Население
| 1858 | 1870 | 1897 | 1900 | 1920 | 1926 | 1938 | 1949 | 1958 | 1970 | 1979 | 1989 | 2002 | 2010 | 2017 |
| ---- | ---- | ---- | ---- | ---- | ---- | ---- | ---- | ---- | ---- | ---- | ---- | ---- | ---- | ---- |
| 427  | 501  | 827  | 822  | 1109 | 845  | 899  | 671  | 546  | 526  | 458  | 399  | 395  | 417  | 356  |

Национальный состав села — татары.

## Экономика
Жители занимаются полеводством, мясо-молочным скотоводством.

## Инфраструктура
В селе действуют неполная средняя школа, детский сад (с 1996 года), дом культуры, библиотека (с 1980 года), фельдшерско-акушерский пункт. При доме культуры работают фольклорный ансамбль «Ляйсан», хореографический коллектив «Сердэш», театральный коллектив «Омет» (все – с 2013 года).

## Религия
Мечеть «Фэнис» (с 2004 года).

## Известные люди
- Г. Х. Хафизов (1930—1996) — хозяйственный и партийный деятель, депутат Верховного Совета ТАССР
- В. Г. Гайфуллин (р. 1937) — педагог, доктор педагогических наук, заслуженный деятель науки РТ, заслуженный учитель РФ, министр образования РТ (в 1990—1997 годы)
- Г. Р. Галиуллина (р. 1970) — доктор филологических наук, профессор